# Cripplegate

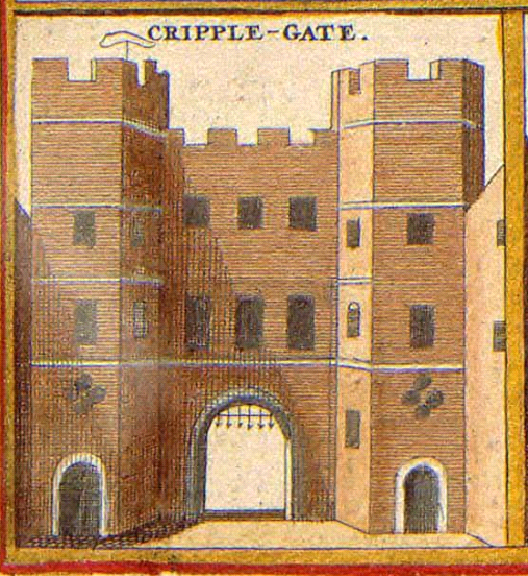
Antica raffigurazione della porta

Cripplegate era una delle porte del London Wall e prese il nome della zona esterna su di cui si affacciava. Essa venne quasi completamente distrutta dai bombardamenti della seconda guerra mondiale ed oggi è il sito in cui si trova il Barbican Estate ed il Barbican Centre. Il nome è ricordato dalla chiesa di St Giles Cripplegate e dalla strada omonima che si trova leggermente a nord delle mura.

## Storia
Cripplegate si trovava ai limiti settentrionali di quella che è oggi Wood Street all'intersezione con St Alphage Gardens. Essa esisteva già quando venne costruito il London Wall, in quanto faceva parte del forte costruito dai romani nel 120. La porta fece poi parte delle nuove mura come porta di accesso settentrionale al forte romano sede della guarnigione a difesa della città di Londinium. Le mura settentrionali ed occidentali del forte divennero parte integrante del London Wall e vennero poi completamente rifatte durante il periodo medioevale. Come altre porte delle mura di Londra, per un lungo periodo venne utilizzata come prigione essendo utilizzata come locanda in altri periodi.
La porta dava accesso ad un sobborgo, in epoca medioevale, e al villaggio di Islington. Lavori di miglioramento delle difese delle mura, realizzati all'esterno della porta nord, diedero origine al nome barbican (o fortificazione esterna), che venne poi dato al luogo nel corso della riedificazione della zona dopo le distruzioni della seconda guerra mondiale. La porta, originariamente, conduceva soltanto dentro il forte romano e divenne una porta della città quando questo venne demolito.
Nel 1244 venne ricostruita dalla Brewers Company e poi nuovamente nel 1491, mentre modifiche vi vennero apportate nel 1663 e venne definitivamente demolita nel 1760 per allargare la strada di accesso.
Durante la seconda guerra mondiale, la zona venne quasi rasa al suolo e nel 1951 i residenti della zona erano soltanto 5.324 di cui soltanto 48 residenti a Cripplegate. Nel 1952 si cominciò a discutere sul futuro della zona, e nel settembre del 1957 si decise di costruirvi un quartiere residenziale. L'area venne nuovamente abitata nel 1969 con il nome di Barbican Estate.